# Cerebral parese
Cerebral parese eller hjerneskade (tidligere kaldet spastisk lammelse) er en skade oftest opstået ved iltmangel før eller under fødslen, der gør, at hjernen ikke kan styre musklerne normalt eller virke normalt kognitivt.

## Årsag
Cerebral parese er en hjerneskade, der typisk skyldes skader på det ufødte barns endnu ikke færdigudviklede hjerne, men den kan også opstå under fødslen eller lige efter fødslen. Kun i cirka 1 ud af 10 tilfælde er der tale om en skade, der er sket under eller kort tid efter fødslen. Der fødes cirka 150 børn årligt med CP i Danmark.

## Hovedtyper og symptomer
Der er tre hovedtyper af sygdommen:
- Spastisk cerebral parese er den hyppigste, den udgør cirka 75 % af tilfældene.
- Dyskinetisk cerebral parese udgør cirka 10-15 % af tilfældene
- Ataktisk cerebral parese udgør cirka 5-7 % af tilfældene.

Ved spastisk cerebral parese er pyramidebanen sat ud af funktion, hvorved der ses en række karakteristiske symptomer: øget muskeltonus, øgede reflekser (hyperrefleksi) og Babinski refleks.
Cerebral parese er dog ikke kun et fysisk handikap. Undersøgelser viser, at mennesker med cerebral parese generelt må antages at have specifikke kognitive funktionsnedsættelser uanset deres globalt udmålte intelligenskvotient, skolegang, uddannelse og sociale status. Hos så godt som alle med cerebral parese ses en nedsat evne til at fastholde opmærksomhed og interesse.

## Behandling
Der findes ingen helbredende behandling for diagnosen. Man kan behandle nogle af symptomerne ved fysioterapi, ridefysioterapi, ergoterapi, lægebehandling (botox og operationer) og pædagogisk støtte i daginstitution og skole. I takt med at levealderen stiger, må det forventes, at senfølgerne af cerebral parese forværres.

## Kulturelle aspekter
Fra 1929 til 1980 var alle spastiske børn underlagt særforsorgen i højere eller mindre grad. Hvor meget barnet havde at gøre med forsorgen afhang bl.a. af, om barnet var anbragt uden for hjemmet eller boede hjemme.
Den almindelige danske betegnelse for en person med cerebral parese (latinsk for spastisk lammelse) er spastiker.  Udtrykket spasser er slang for spastiker, men er blevet et skældsord om dem, der opfører sig klodset, tåbeligt eller hensynsløst. Det regnes i dag for upassende at bruge om sygdommen og som skældsord. I en reklame for thansen.dk fra 2007 blev der fx brugt udtrykket spasser, men det blev efter klager ændret til spade.
Som en modreaktion har nogle yngre spastikere taget ordet til sig og omtaler sig selv som spassere. Det er et eksempel på reappropriation.
Hjerneskaden, der giver cerebral parese, kan medføre fysiske og kognitive udfordringer, men det er ikke sikkert, at man har begge dele. Graden af cerebral parese spænder meget bredt, og man kan finde akademikere  med cerebral parese.